# Кон Най
Кон Най е сред най-известните камбоджански музиканти. Свири на чапей – традиционен камбоджански музикален инструмент, подобен на банджо.

## Биография
Роден е в семейство на артисти, но на 4-годишна възраст ослепява заради едра шарка. При управлението на Червените кхмери едва спасява живота си. Живее като беден уличен музикант до 2005 година, когато британският му колега Питър Гейбриъл го открива и завежда в Обединеното кралство, където става известен. След този случай камбоджанските власти създават фонд за подпомагане на музиката в Камбоджа, който позволява на Кон Най да обучава шестима ученици